# Khotangbazar
Khotangbazar (nep. खोटाङबजार) – gaun wikas samiti we wschodniej części Nepalu w strefie Sagarmatha w dystrykcie Khotang. Według nepalskiego spisu powszechnego z 2001 roku liczył on 483 gospodarstw domowych i 2466 mieszkańców (1267 kobiet i 1199 mężczyzn).